# Nina Fedoroff
Nina Vsevolod Fedoroff (née le 9 avril 1942 à Cleveland, dans l'Ohio) est une biologiste moléculaire américaine, connue pour ses recherches en sciences de la vie et en biotechnologie, en particulier sur les éléments transposables ou les gènes sauteurs et la réponse au stress des plantes,.
En 2007, le président George W. Bush lui décerne la Médaille nationale des sciences. Elle est également membre de l'Académie nationale des sciences, de l'Académie américaine des arts et des sciences, de l'Académie européenne des sciences et de l'Académie américaine des sciences.

## Biographie

### Jeunesse
Fedoroff, dont le père était un immigrant russe aux États-Unis et sa mère une immigrante de première génération, est née à Cleveland, dans l'Ohio. Sa langue maternelle était le russe. Quand elle avait neuf ans, sa famille déménage à Fayetteville, dans l'État de New York, une banlieue de la ville de Syracuse.
Elle déménage ensuite à Philadelphie où elle prévoyait d'étudier la musique mais est retournée étudier les sciences à l'université de Syracuse. Elle est diplômée summa cum laude en 1966 de l'université de Syracuse avec une double spécialisation en biologie et en chimie,,. Elle obtient son doctorat en biologie moléculaire en 1972 à l'université Rockefeller.

### Carrière de recherche
Après avoir obtenu son diplôme de l'université Rockefeller en 1972, elle rejoint la faculté de l'université de Californie à Los Angeles, où elle effectue des recherches sur l'ARN nucléaire. Elle déménage en 1978 à la Carnegie Institution for Science de Baltimore, dans le Maryland, travaille sur la biologie du développement au Département d'embryologie, où elle devient la pionnière du séquençage de l'ADN et élabore la séquence nucléotidique du premier gène complet. En 1978, elle rejoint également la faculté du département de biologie de l'université Johns-Hopkins, où elle travaille sur la caractérisation moléculaire des éléments transposables du maïs ou gènes sauteurs, pour lesquels Barbara McClintock reçoit un prix Nobel en 1983.

### Positions académiques
En 1995, Fedoroff arrive à l'Université d'État de Pennsylvanie en tant que professeur Verne M. Willaman des sciences de la vie, et fonde et dirige l'organisation maintenant connue sous le nom de Huck Institutes of the Life Sciences. En 2002, elle est nommée professeur Evan Pugh, la plus haute distinction académique de l'université,. En 2013, Federoff devient professeur invité distingué à l'université des sciences et technologies du roi Abdallah  (KAUST) et membre de la faculté externe de l'Institut de Santa Fe,.

## Distinctions
En 1990, Fedoroff reçoit le prix Howard Taylor Ricketts de l'université de Chicago et en 1992, elle reçoit le prix des femmes scientifiques contemporaines exceptionnelles de l'Académie des sciences de New York. En 1997, Fedoroff reçoit la médaille John P. McGovern Science and Society de Sigma Xi. En 2003, elle reçoit la médaille George Arents Pioneer de l'université de Syracuse.
En 2001, le président Bill Clinton nomme Fedoroff au National Science Board, qui supervise la National Science Foundation et attribue les prix scientifiques. Fedoroff était conseillère scientifique et technologique des secrétaires d'État américains Condoleezza Rice et Hillary Clinton,, et de 2007 à 2010 de l'administrateur Rajiv Shah pour l'Agence des États-Unis pour le développement international. En 2007, le président George W. Bush lui décerne la Médaille nationale des sciences dans le domaine des sciences biologiques, la plus haute distinction pour l'ensemble de ses réalisations dans la recherche scientifique aux États-Unis. Fedoroff a été présidente de l'Association américaine pour l'avancement des sciences (AAAS) de 2011 à 2012. Elle est membre de l'Académie nationale des sciences, de l'Académie américaine des arts et des sciences, de l'Académie européenne des sciences et de l'Académie américaine de microbiologie.

## Vie privée
Fedoroff a trois enfants et sept petits-enfants. Elle aime la musique, le théâtre et le chant. Fedoroff est une ancienne mère célibataire et, alors qu'elle étudiait et essayait de gagner sa vie, elle a pu élever seule ses trois enfants.

### Ouvrages
- (en) Fedoroff, Nina, The dynamic genome : Barbara McClintock's ideas in the Century of Genetics, Cold Spring Harbor Laboratory Press, 1992 (ISBN 9780879694227)
- (en) Nina Fedoroff, Mendel in the Kitchen: A Scientist's View of Genetically Modified Foods, National Academy Press, 2004 (ISBN 0-309-09205-1)
- (en) Nina Fedoroff, Plant Transposons and Genome Dynamics in Evolution, Barnes & Noble, Wiley, John & Sons, Incorporated, 2013 (ISBN 9781118500101)

### Essais et reportages
- (en) Fedoroff, Nina, « Battle lines : will agriculture be a victim of its own success? », Cosmos, vol. 55,‎ février-mars 2014, p. 40–41 (lire en ligne).